# 林之助
林之助（1917年2月2日—2008年2月13日），台灣台中大雅人（現台中市大雅區），台灣畫家，被稱為「台灣膠彩畫之父」:11-27，早年在日本及台灣參加展覽，作品多以人物畫及生活景物為主。老年則轉以花鳥畫和風景畫為大宗:70-77。

## 生平

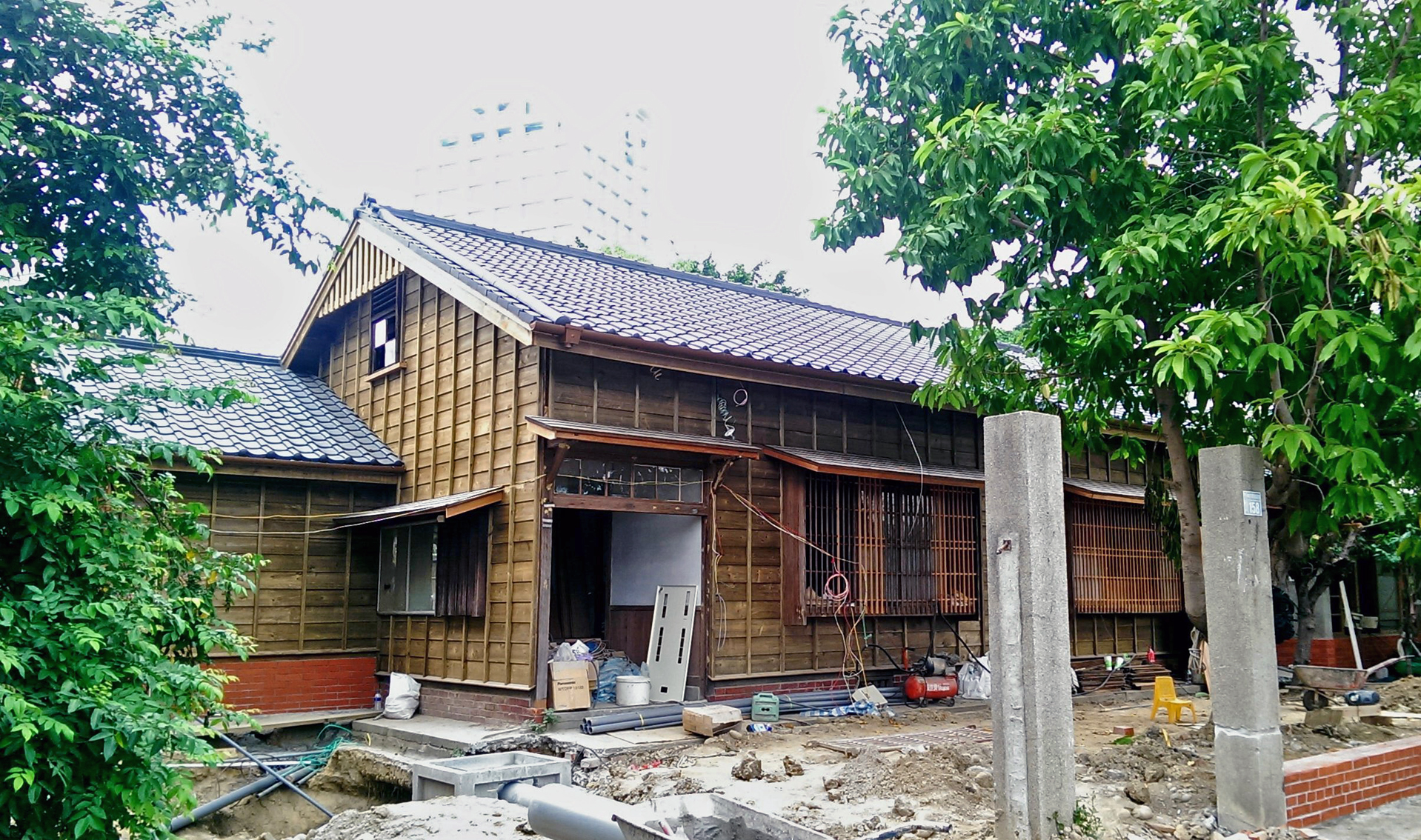
林之助任教於台中師範學校時配置的學校宿舍（柳川西路162號，1928年建），林以此處作為創作畫室直至2006年遷出；2007年台中市文化局以林之助畫室將其登錄為歷史建築

林之助出生於今臺中市大雅區上楓里。:13祖父林維修為清朝秀才，自幼家境富裕，天資聰慧。父母親雖然希望他學醫，但他卻選擇走上繪畫生涯。12歲到日本求學，及長，考進日本帝國美術學校（今東京武藏野美術大學）習畫，師事奧村土牛(1889-1990年)、山口蓬春(1893-1971年)、川崎小虎(1886-1977年)、小林巢居等人。:16-2024歲時以作品〈朝涼〉入選日本「紀元二六○○年奉祝美術展」，後來遭逢太平洋戰爭爆發，林之助於1941年返回台灣，其作品先後參加「府展」連續榮獲特選第一名 ，奠定了他在畫壇的地位。:17-18而在旅日期間，林之助除了學習繪畫外，對藝術廣泛的興趣，也曾學習踢踏舞、三味弦等。:28-29
二戰後，林之助於1946年進入台中師範學校（今國立臺中教育大學）任教，並編纂美術教科書。:72-77教學與創作之餘，在1960年代中期，林之助在臺中開設咖啡館，成為當時台灣中部地區重要的藝文活動場所，且為提升中部地區美術創作水準，1954年林之助與顏水龍、陳夏雨等創立「中部美術協會」，林氏多年來一直是中部畫壇的核心人物。:36-37,  86-871979年林之助自臺中師範學校退休:37-39。1985-1988年，林之助應當時東海大學美術系主任蔣勳的邀請，擔任美術系膠彩畫兼任老師，首開國內學院膠彩畫教育的先河，後來逐漸影響到其他美術院系，這股影響力正日漸擴大中。:241988年林之助便隨兒子移居美國:39。移居美國後，林之助仍持續創作，參加展覽，往返台灣、美國之間:75-76，林氏於2008年12月13日逝世於美國洛杉磯。

### 逝世後
2007年7月，臺中市文化局將林之助畫室登錄為歷史建築。2015年5月7日，由國立台灣美術館收藏的林之助《朝涼》被文化部文化資產局登錄為中華民國重要古物。2015年6月6日，林之助畫室與週邊整修完成後以「林之助紀念館」正式對外開放。

## 畫藝
林之助於1928年負笈東瀛學習膠彩畫，並參加日本畫院美展、新文展等，至1941年回臺後，持續參加府展、全省美展等，直到1950年代初期其作品多以人物畫為主。在1950年代後期開始轉以花鳥畫和風景畫為大宗，林氏也在1950年代中期畫風改變，其繪製的題材造型更加的簡化，並受到「日本畫的西畫化」潮流影響，廣納二十世紀西方大師的創作理念及技法，為膠彩畫另闢蹊徑。:50-50、70-73而在1970年代起，林之助的畫風逐漸回歸到寫實表現， 其晚年作品創作量雖日漸趨緩，風格卻更趨穩健。:74-77
除繪畫以外，林之助並有圖案設計的作品，主要是替美術教科書設計封面，亦留下許多草稿。:72-771964年還曾替台南大飯店描繪大廳壁畫，現不存。:111-1131969年，林之助為臺中市立第七國民中學(今臺中市立東峰國民中學)校舍牆面設計兩幅壁畫，作品以馬賽克拼貼手法完成，由林之助親自指導弟子謝峰生施工。作品介於具象與抽象表現之間，意涵為時值美國太空人登陸月球，期許學子重視太空發展及懷抱寬廣宇宙觀。1999年921大地震後，其中一幅毀損，現今僅存一幅。過去作品當中尚未留下設計者與施工者的姓名，2006年5月29日，經過林之助本人同意，在作品旁設置說明，並取名為「太空登月」。

## 膠彩畫定名與推廣
林之助與其他膠彩畫畫家一樣，在國民政府遷台初期，曾經被「正統國畫論」所困擾。戰後省展舉行，林之助一直都擔任國畫部的評審委員，但東洋畫以「國畫第二部」的名稱參與展覽，在地位上感覺也比水墨畫來的要低。雖然如此，林之助依然堅定不移地持續其膠彩風格的縱深探討和發揚。:110-114且為顧及臺灣膠彩畫的發展，1971年林之助與林玉山、陳進、黃鷗波、陳慧坤等組織「長流畫會」。:1然而，1972年日本與臺灣斷交之後，省展無預警將「國畫第二部」（東洋畫部）取消，林之助積極協調，1977年「膠彩畫」一詞亦由其提出定名，使「膠彩畫」之詞可以正式使用在展覽名稱之上。1981年更林氏與林玉山、陳進、許深州、蔡草如組織「台灣省膠彩協會」並擔任理事長之職，終於在1983年第37屆省展將膠彩設立為獨立的畫部。:22-24
林之助於1946年應省立臺中師範學校（現國立台中教育大學）邀請前往擔任美術教席至1979年，如曾得標、施華堂、黃登堂等出於其門下。退休後，於1985年受聘為東海大學美術系兼任教授指導膠彩畫，並於1988年將膠彩畫課程交棒給其門生詹前裕，詹氏也努力地將膠彩推廣至鄰近大學，並開設研究所課程。學者莊明中、曾得標等人認為膠彩畫在戰後日漸式微的頹勢中，尤能維持現今之局面，林之助應居首功。:34-35、60